# Dushara

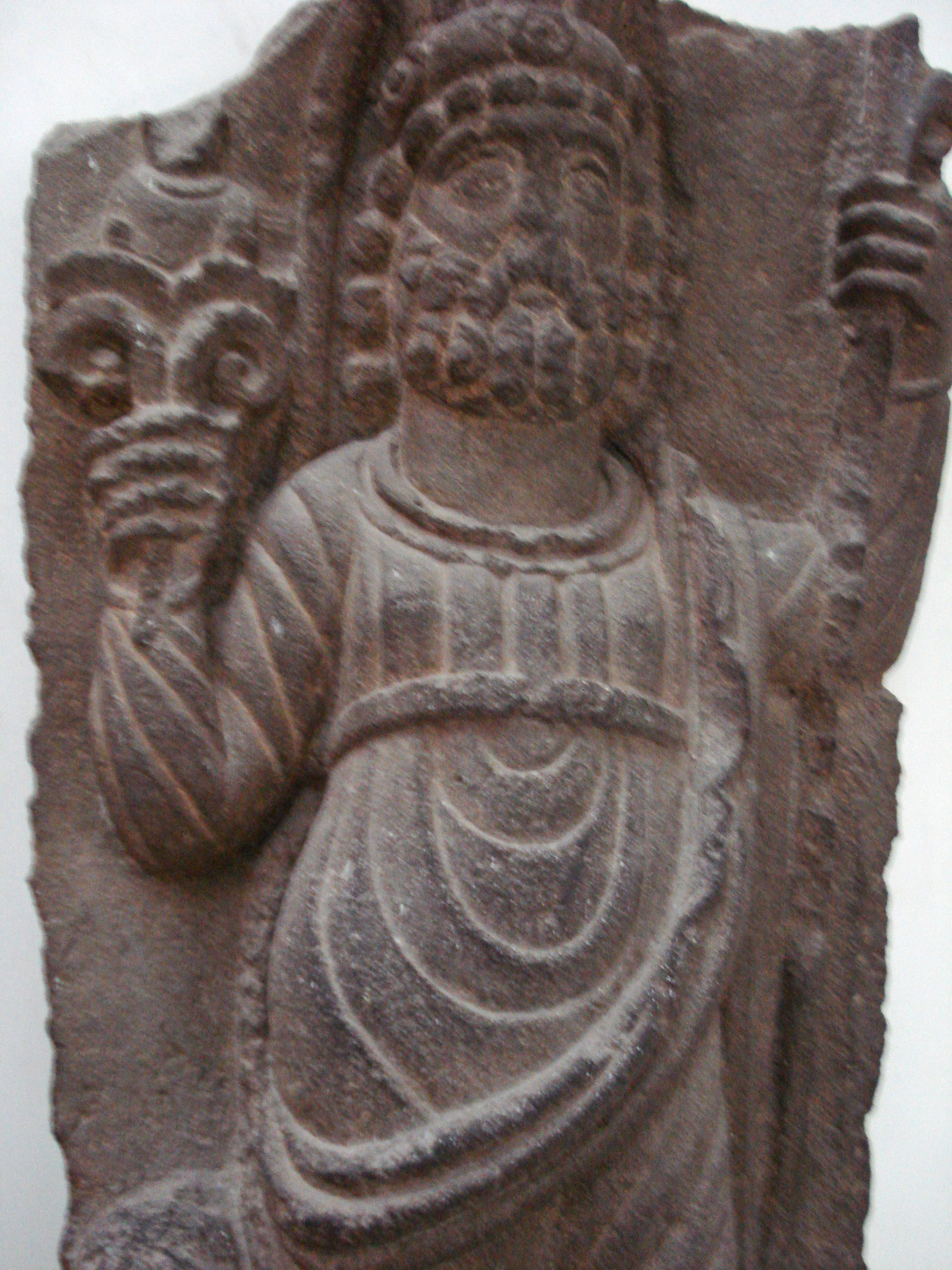
Representación de Dushara en el sur de Siria.

Dushara (árabe: ذو الشرى , "Señor de la montaña"), también transliterado como Dusares, es un dios del antiguo Oriente Próximo adorado por los nabateos en Petra y Mada'in Saleh (de cuya ciudad era el patrón).
Inscripciones safaíticas dan a entender que era hijo de la diosa árabe Al-Lat y que se reunía en los cielos con otros dioses. En una inscripción se le llama "Dushara de Petra". Se esperaba que Dushara hiciera justicia si se le invocaba mediante el ritual adecuado. En otras inscripciones safaíticas se mencionan sacrificios de animales a Dushara, rogándole la concesión de diversos servicios.
En época griega, fue asociado con Zeus porque él era el jefe del panteón nabateo, así como con Dioniso.
Se ha hallado un santuario a Dushara en el antiguo puerto romano de Puteoli en Italia. La ciudad era un nexo importante para el comercio con el Cercano Oriente, y se sabe que puede haber tenido una presencia nabatea a mediados del I d. C.
El culto continuó en alguna medida bien entrado el período romano y posiblemente tan tarde como en el período islámico.
Esta divinidad fue mencionada por el historiador musulmán del siglo IX Hisham Ibn al-Kalbi, quien escribió en el Libro de los ídolos (Kitab al-Asnām) que: "Los Banū al-Hārith ibn-Yashkur ibn-Mubashshir del'Azd tenían un ídolo llamado Dū Sharā."